# Taking a Chance (film 1916)
Taking a Chance è un cortometraggio muto del 1916 scritto, diretto e interpretato da Tom Mix. Prodotto dalla Selig Polyscope Company, di genere western, il film aveva come altri interpreti Victoria Forde, Pat Chrisman, Joe Ryan.

## Trama
Il cowboy Tom Manton è innamorato di Flo, la figlia di William Saunders, il proprietario del ranch in cui lavora. Ma questi non vede di buon occhio quelle nozze e respinge il giovane pretendente. Al ranch giunge Henry Weir, un truffatore, che cerca di vendere a Saunders un'automobile e si offre di portare Flo a fare un giro. Tom, però, scopre che Weir è ricercato dalle autorità. La ragazza, intanto, è riuscita a fuggire da Saunders che, quando erano rimasti soli, le aveva fatto delle pesanti avances. Racconta tutto a Tom che cavalca all'inseguimento del mascalzone. Affiancata l'automobile, Tom vi salta dentro mentre Weir la guida fino in città. Quando sono alla stazione ferroviaria, Weir salta giù cercando di fuggire ma Tom lo blocca, impegnandolo in un combattimento. Saunders, alla fine, mostra così tanta ammirazione per il cowboy che finalmente acconsente al suo matrimonio con Flo.

## Produzione
Il film fu prodotto dalla Selig Polyscope Company.

## Distribuzione
Distribuito dalla General Film Company, il film - un cortometraggio in una bobina - uscì nelle sale cinematografiche statunitensi il 24 giugno 1916.